# Грушка-Запорська
Грушка-Запорська (пол. Gruszka Zaporska) — село в Польщі, у гміні Радечниця Замойського повіту Люблінського воєводства.
Населення — 305 осіб (2011).
У 1975-1998 роках село належало до Замойського воєводства.

## Демографія
Демографічна структура станом на 31 березня 2011 року:
|          | Загалом | Допрацездатний вік | Працездатний вік | Постпрацездатний вік |
| -------- | ------- | ------------------ | ---------------- | -------------------- |
| Чоловіки | 160     | 25                 | 101              | 34                   |
| Жінки    | 145     | 11                 | 75               | 59                   |
| Разом    | 305     | 36                 | 176              | 93                   |